# 53P/Van Biesbroeck
53P/Van Biesbroeck – kometa okresowa z rodziny Jowisza.

## Odkrycie i nazwa
Kometę tę odkrył astronom George Van Biesbroeck 1 września 1954 roku w Obserwatorium Yerkes. 
W nazwie znajduje się zatem nazwisko odkrywcy.

## Orbita komety
Orbita komety 53P/Van Biesbroeck ma kształt wydłużonej elipsy o mimośrodzie 0,55. Jej peryhelium znajduje się w odległości 2,43 j.a., aphelium zaś 8,40 j.a. od Słońca. Jej okres obiegu wokół Słońca wynosi 12,59 roku, nachylenie do ekliptyki to wartość 6,6˚.

## Właściwości fizyczne
53P/Van Biesbroeck ma średnicę 6,6 km. Kometa ta wraz z 42P/Neujmin powstała w wyniku rozpadu większego ciała w roku 1845.